# لانه زیرزمینی

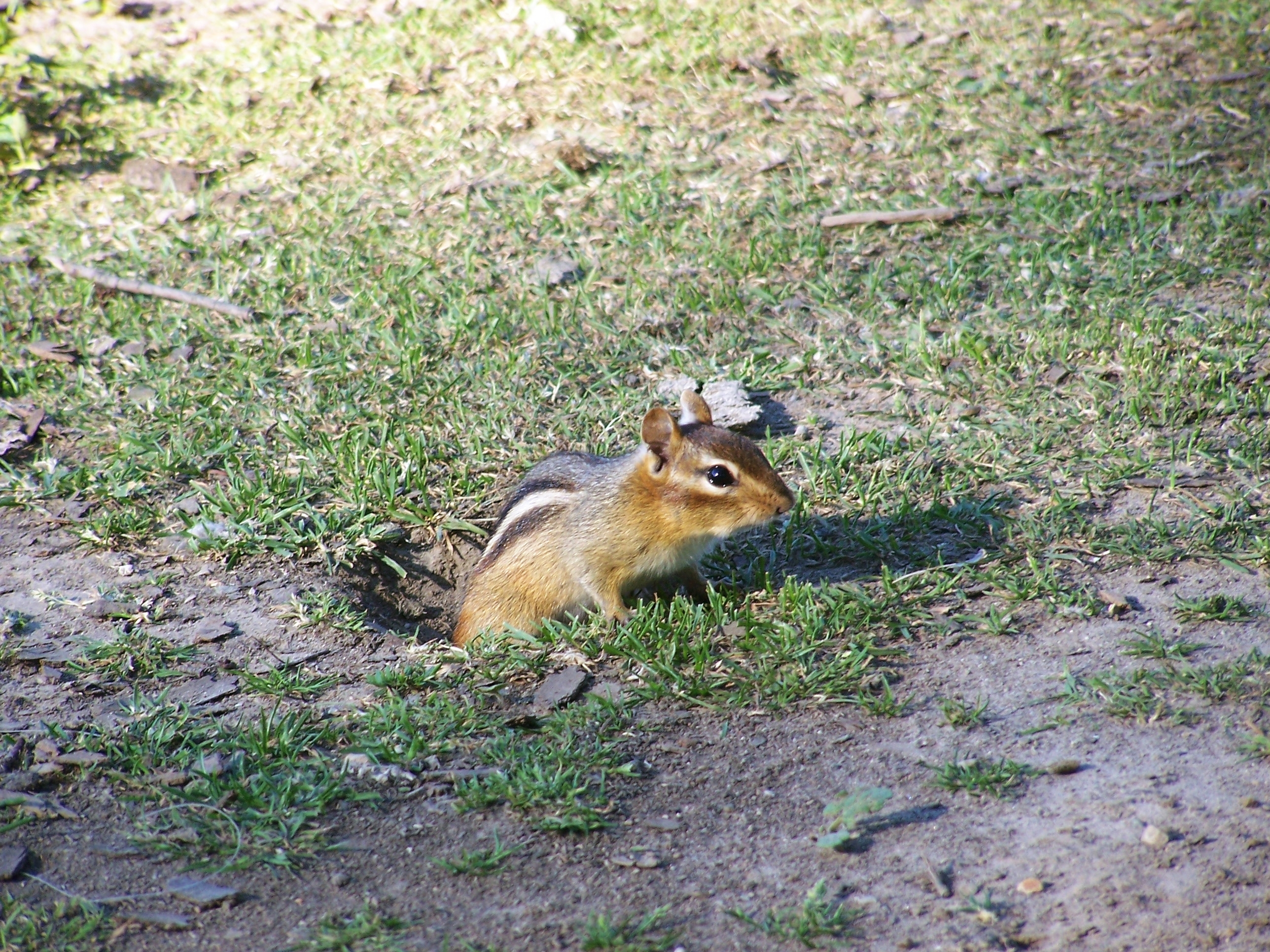
سنجاب شرقی در ورودی لانه خود

یک لانه زیرزمینی یک سوراخ یا تونل به داخل زمین است که حیوانات برای ایجاد یک فضای مناسب برای مسکن، پناهگاه موقت، یا به عنوان یک محصول جانبی از نقل و انتقال حفر می‌کنند. لانه‌های زیرزمینی نوعی پناهگاه را در برابر شکار و قرار گرفتن در معرض عوامل خارجی فراهم می‌کنند و تقریباً در هر بیوم و در میان انواع فعل و انفعالات بیولوژیکی یافت می‌شوند. بسیاری از گونه‌های مختلف جانوری لانه زیرزمینی می‌سازند. این گونه‌ها از بی مهرگان کوچک مانند Corophium arenarium تا گونه‌های مهره دار بسیار بزرگ مانند خرس قطبی را شامل می‌شود. لانه‌های زیرزمینی را می‌توان در طیف گسترده‌ای از لایه‌های زیرین زمین ساخت و از نظر پیچیدگی از یک لوله ساده به طول چند سانتی‌متر تا یک شبکه پیچیده از تونل‌ها و محفظه‌های به هم پیوسته به طول صدها یا هزاران متر متغیر هستند. یک نمونه از این لانه‌های کاملاً پیشرفته می‌تواند لانه یک خرگوش باشد.